# 12-O-تيتراديكانويل فوربول-13-أسيتات
12- O- تيتراديكانويل فوربول-13-أسيتات ( TPA )، والمعروف أيضًا باسم أسيتات تيتراديكانويل فوربول، وأسيتات تيتراديكانويل فوربول، وأسيتات فوربول 12-ميريستات 13-أسيتات ( PMA )، هو ثنائي إستر للفوربول. 
إنه محفز قوي للورم يستخدم غالبًا في الأبحاث الطبية الحيوية لتنشيط إنزيم نقل الإشارة بروتين كيناز سي (PKC).    تنتج تأثيرات TPA على PKC من تشابهها مع أحد المنشطات الطبيعية لأشكال PKC الكلاسيكية، وهو ثنائي أسيل الجلسرين . TPA هو دواء ذو جزيئات صغيرة.
يستخدم TPA بشكل خاص في تشخيص السرطان باعتباره مادة محفزة للخلايا البائية في الاختبارات الخلوية الوراثية . يجب تقسيم الخلايا في اختبار خلوي لرؤية الكروموسومات. يستخدم TPA لتحفيز انقسام الخلايا البائية أثناء التشخيص الخلوي الوراثي لسرطانات الخلايا البائية مثل سرطان الدم الليمفاوي المزمن. 
في علم الأحياء ROS، تم تحديد الأكسجين الفائق باعتباره النوع التفاعلي الرئيسي للأكسجين الناتج عن TPA/PMA ولكن ليس عن طريق الأيونوميسين في الخلايا البلعمية للفئران.  وبالتالي، تم استخدام TPA/PMA بشكل روتيني كمحفز لإنتاج الأكسيد الفائق الداخلي. 
كما يتم دراسة TPA كدواء في علاج سرطان الدم.
يستخدم TPA أيضًا بشكل شائع مع الأيونوميسين لتحفيز تنشيط الخلايا التائية وانتشارها وإنتاج السيتوكينات، ويُستخدم في بروتوكولات التلوين داخل الخلايا لهذه السيتوكينات. 
يحفز TPA إعادة تنشيط KSHV في مزارع خلايا PEL من خلال تحفيز مسار بروتين كيناز المنشط بالمايتوجين (MAPK) / كيناز منظم الإشارة خارج الخلية (ERK). يتضمن المسار تنشيط البروتين الفيروسي المبكر الفوري RTA الذي يساهم في تنشيط الدورة الانحلالية. 
تم العثور على مادة TPA لأول مرة في نبات الكروتون، وهي شجيرة تنمو في جنوب شرق آسيا، حيث يؤدي التعرض لها إلى ظهور طفح جلدي يشبه طفح نبات اللبلاب السام .[بحاجة لمصدر] لقد خضعت للمرحلة الأولى من التجارب السريرية. 

## روابط خارجية
- Tetradecanoylphorbol+Acetate في المكتبة الوطنية الأمريكية للطب نظام فهرسة المواضيع الطبية (MeSH).

- "NCI Dictionary Entry". مؤرشف من الأصل في 2015-05-11. اطلع عليه بتاريخ 2005-07-02.
- "Phase 1 Clinical Trials". مؤرشف من الأصل في 2025-03-24. اطلع عليه بتاريخ 2005-07-02.